# Nederlek
Nederlek  è una località olandese situata nel comune di Krimpenerwaard, nella provincia dell'Olanda Meridionale. È stato un comune autonomo fino al 31 dicembre 2014.